# عملية كمية
العملية الكمية في ميكانيكا الكم كل شكلية رياضية تستعمل لوصف فئة واسعة من التحولات التي يمكن أن تُجرى لنظام ميكانيكي كمي.